# Житниће
Житниће је насеље у Србији у општини Сјеница у Златиборском округу. Према попису из 2022. било је 428 становника (према попису из 1991. било је 654 становника).
Овде се налази ОШ „Братство-Јединство” ИО Житниће.

## Демографија
У насељу Житниће живи 366 пунолетних становника, а просечна старост становништва износи 31,4 година (32,3 код мушкараца и 30,6 код жена). У насељу има 106 домаћинстава, а просечан број чланова по домаћинству је 5,06.
Ово насеље је великим делом насељено Бошњацима (према попису из 2002. године), а у последња три пописа, примећен је пад у броју становника.
|  |

| Демографија | Демографија | Демографија |
| Година      | Становника  | Становника  |
| ----------- | ----------- | ----------- |
| 1948.       | 541         |             |
| 1953.       | 650         |             |
| 1961.       | 639         |             |
| 1971.       | 640         |             |
| 1981.       | 691         |             |
| 1991.       | 654         | 650         |
| 2002.       | 536         | 713         |

| Етнички састав према попису из 2002.‍ | Етнички састав према попису из 2002.‍ | Етнички састав према попису из 2002.‍ | Етнички састав према попису из 2002.‍ | Етнички састав према попису из 2002.‍ |
| ------------------------------------ | ------------------------------------ | ------------------------------------ | ------------------------------------ | ------------------------------------ |
|                                      |                                      |                                      |                                      |                                      |
| Бошњаци                              | Бошњаци                              |                                      | 533                                  | 99,44%                               |
| Муслимани                            | Муслимани                            |                                      | 2                                    | 0,37%                                |
| непознато                            | непознато                            |                                      | 1                                    | 0,18%                                |

| Година пописа     | 1948. | 1953. | 1961. | 1971. | 1981. | 1991. | 2002. |
| ----------------- | ----- | ----- | ----- | ----- | ----- | ----- | ----- |
| Број домаћинстава | 82    | 96    | 93    | 102   | 109   | 109   | 106   |

| Број чланова      | 1 | 2 | 3  | 4  | 5  | 6  | 7  | 8 | 9 | 10 и више | Просек |
| ----------------- | - | - | -- | -- | -- | -- | -- | - | - | --------- | ------ |
| Број домаћинстава | 7 | 6 | 10 | 24 | 20 | 12 | 15 | 4 | 2 | 6         | 5,06   |

| Пол    | Укупно | Неожењен/Неудата | Ожењен/Удата | Удовац/Удовица | Разведен/Разведена | Непознато |
| ------ | ------ | ---------------- | ------------ | -------------- | ------------------ | --------- |
| Мушки  | 187    | 73               | 107          | 7              | 0                  | 0         |
| Женски | 210    | 75               | 118          | 17             | 0                  | 0         |
| УКУПНО | 397    | 148              | 225          | 24             | 0                  | 0         |

| Пол    | Укупно                    | Пољопривреда, лов и шумарство | Рибарство                            | Вађење руде и камена | Прерађивачка индустрија       |
| ------ | ------------------------- | ----------------------------- | ------------------------------------ | -------------------- | ----------------------------- |
| Мушки  | 127                       | 107                           | 0                                    | 2                    | 6                             |
| Женски | 83                        | 72                            | 0                                    | 0                    | 7                             |
| УКУПНО | 210                       | 179                           | 0                                    | 2                    | 13                            |
| Пол    | Производња и снабдевање   | Грађевинарство                | Трговина                             | Хотели и ресторани   | Саобраћај, складиштење и везе |
| Мушки  | 0                         | 0                             | 3                                    | 0                    | 0                             |
| Женски | 0                         | 0                             | 0                                    | 0                    | 0                             |
| УКУПНО | 0                         | 0                             | 3                                    | 0                    | 0                             |
| Пол    | Финансијско посредовање   | Некретнине                    | Државна управа и одбрана             | Образовање           | Здравствени и социјални рад   |
| Мушки  | 0                         | 0                             | 2                                    | 1                    | 0                             |
| Женски | 0                         | 0                             | 0                                    | 0                    | 0                             |
| УКУПНО | 0                         | 0                             | 2                                    | 1                    | 0                             |
| Пол    | Остале услужне активности | Приватна домаћинства          | Екстериторијалне организације и тела | Непознато            | Непознато                     |
| Мушки  | 2                         | 0                             | 0                                    | 4                    | 4                             |
| Женски | 0                         | 0                             | 0                                    | 4                    | 4                             |
| УКУПНО | 2                         | 0                             | 0                                    | 8                    | 8                             |